# Pseudomyrmex tenuissimus
Pseudomyrmex tenuissimus é uma espécie de formiga do género Pseudomyrmex, subfamilia Pseudomyrmecinae. Esta espécie foi descrita cientificamente por Emery em 1906.

## Distribuição
Encontra-se em Belize, Bolívia, Brasil, Colômbia, Costa Rica, Equador, El Salvador, Guayana Francesa, Antillas Maiores, Guatemala, Guyana, Honduras, Jamaica, México, Nicarágua, Panamá, Paraguai, Peru, Surinam, Trinidad e Tobago e Venezuela.